# PolyStation
PolyStation — название похожего на PlayStation аппаратного клона Nintendo Entertainment System. Слот для картриджей расположен под крышкой, используемой в PlayStation как крышка дисковода.

## Вариации PolyStation

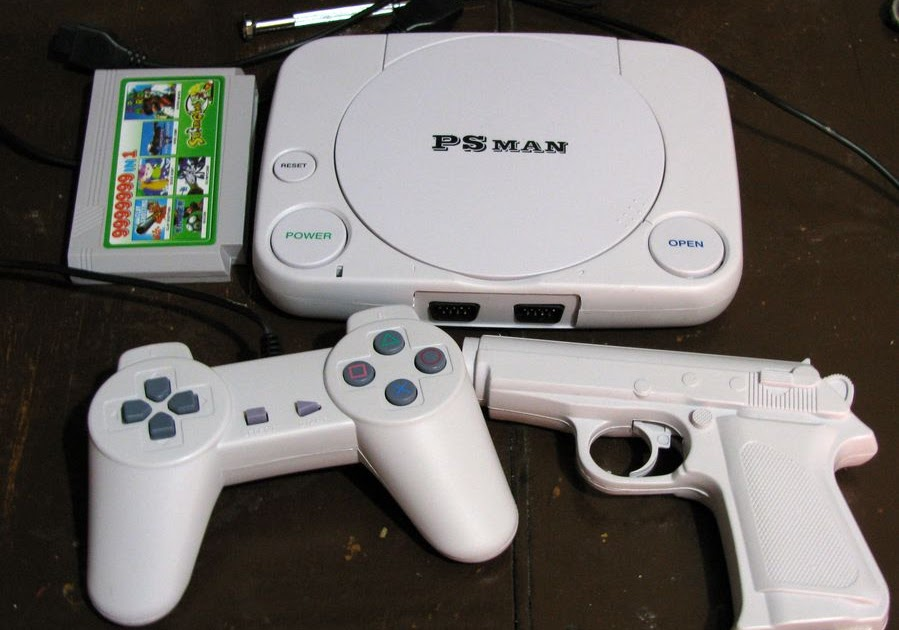
Консоль Polystation PS Man

Консоли Polystation выпускались множеством различных марок, таких как PS-Kid, Game Player, PSMan, Play and Power и др.; также были вариации названия приставки: PolyStation II, PolyStation III и Super PolyStation. Некоторые приставки сохраняли оригинальный дизайн PlayStation, некоторые изменяли его, некоторые выпускались с дизайном PlayStation 2. Существовал ряд консолей, имевших дизайн PlayStation 3 и называемых Funstation 3. Часть вариаций включала в себя встроенные пиратские копии игр, многие из которых были взломаны (ROM-хакинг), например одна из версий игры Super Mario Bros. называлась Пикачу.
Другие версии приставки PolyStation 2 и 3, выглядевшие как уменьшенные копии PlayStation 2 и 3, выпускались с уникальным контроллером: на нём был ЖК-дисплей, и можно было использовать эту консоль как портативную.